# 1974 في الصين
فيما يلي قوائم الأحداث التي وقعت خلال عام 1974 في الصين.

## أحداث
- 19 يناير – معركة جزر باراسيل

## مواليد

### يناير
- 7 يناير – يو غينوي لاعب كرة قدم صيني.
- 11 يناير – ني شيونغ غطاس صيني.
- 17 يناير – يانغ تشين لاعب كرة قدم صيني.

### فبراير
- 14 فبراير – فان لياو ممثل صيني.

### مايو
- 6 مايو – باتريك دينغ

### أغسطس
- 9 أغسطس – ستيفن فونغ
- 25 أغسطس – أنور حسن
- 26 أغسطس – هوانغ بو ممثل صيني.

### أكتوبر
- 10 أكتوبر – عادل عبد الحكيم
- 18 أكتوبر – زهو تشون

### ديسمبر
- 26 ديسمبر – جوزي هو

## وفيات

### يوليو
- 23 يوليو – بيتر لي (مواليد 1922) قس صيني.